# Акорда (резиденция)
Акорда́ (каз. Ақорда — белая ставка) — резиденция президента Республики Казахстан. Является штаб-квартирой Администрации Президента Казахстана.
Расположена на левом берегу реки Ишим в столице Казахстана Астане, в начале бульвара Нуржол, в 1000 метрах от монумента столицы Байтерек. Рядом с резиденцией находятся Парламент Республики Казахстан, Дом правительства Республики Казахстан, Верховный Суд Республики Казахстан, Дом министерств Республики Казахстан.

## История
Строительство резиденции президента Республики Казахстан на территории нового административного центра Астаны на левом берегу реки Ишим было начато в сентябре 2001 года. Официальная презентация нового дворца президента Республики Казахстан состоялась 24 декабря 2004 года. Резиденция была изображена на купюрах в 10 000 тенге образца 2017 года.
Официальная презентация новой резиденции Президента Республики Казахстан состоялась 24 декабря 2004 года.  Здание из пяти надземных  и двух подземных этажей выполнено из монолитного бетона с применением самых современных методов строительства и передового инженерного оборудования. 
Особое внимание уделено наружному благоустройству ансамбля. Площадь перед Акордой подчеркивает парадный характер главного фасада. Торжественную атмосферу усиливают фонтан и цветочные аллеи. В композицию удачно вписываются подъездные и асфальтные дорожки, малые архитектурные формы, зоны парковки машин. Территория обрамлена декоративной оградой с подсветкой.
Во время январских протестов 2022 года в Казахстане боевики скапливались в т. ч. вокруг резиденции. Прибытие в столицу трёх военно-транспортных самолётов с миротворческими силами в рамках операции ОДКБ заставило боевиков отказаться от планов захвата резиденции. Высвободившиеся в Нур-Султане казахстанские силовики были переброшены в Алма-Ату, что и переломило ситуацию в городе.

## Название
В прямом переводе «Ақорда» означает «Белая ставка». В цветовом решении фасадов и интерьеров резиденции преобладают белый цвет и светлые тона. «Белый» в семантике тюркской культуры в первую очередь означает священный (сакральный). Это понятие олицетворяет радость и благополучие, искренность и благородство, честь и добро. Богатейшая символика белого цвета нашла отражение в архитектурном облике Акорды. Это, прежде всего, колористическое решение его основных интерьеров. Белый как основной, ведущий цвет присутствует во множестве оттенков – от собственно белого до цвета слоновой кости. Золотой, синий и зеленый цвета дополняют колористическую нагрузку.  

## Архитектура
Здание выполнено из монолитного бетона. Высота здания вместе со шпилем составляет 80 м. Облицовка фасада выполнена из итальянского мрамора толщиной от 20 до 40 см. Здание состоит из пяти надземных этажей, высота первого этажа составляет 10 м, всех остальных — по 5 м и двух подземных. Общая площадь здания составляет 36 720 м².

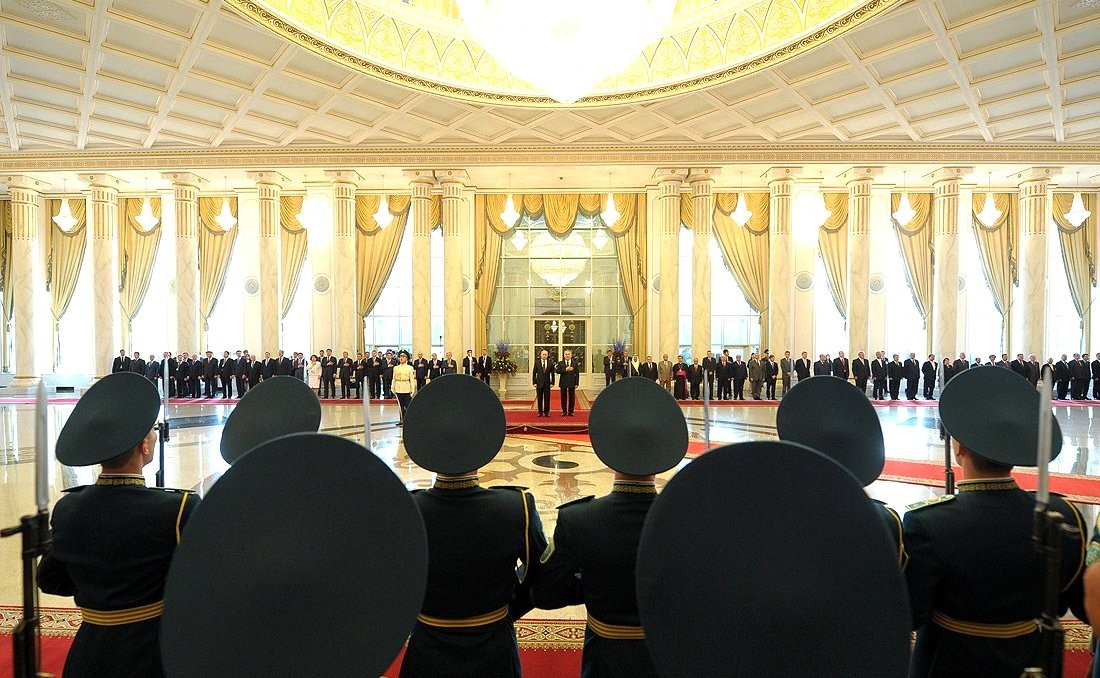
Торжественный приём российского президента в Акорде

На первом этаже расположен Центральный парадный холл площадью 1800 м² с гранитным покрытием пола. Он предназначен для официальных приемов в присутствии почётного караула. 
Кроме того, на 1-м этаже расположены:
- Торжественный зал для проведения официальных приёмов от имени президента Республики Казахстан;
- Зал для проведения пресс-конференций и встреч президента Республики Казахстан с представителями СМИ;
- Зимний сад.

На втором этаже расположены офисные помещения Администрации президента.
На третьем этаже расположены:
- Восточный зал, стилизованный в виде юрты и отделанный мрамором и гранитом;
- Мраморный зал (предназначен для подписания документов в ходе официальных визитов, саммитов с участием президента Республики Казахстан и Глав зарубежных государств и правительств, ответов на вопросы журналистов, вручения верительных грамот Послами иностранных государств, аккредитованными в Республике Казахстан, награждения государственными наградами и почётными званиями Республики Казахстан, других торжественных мероприятий государственного значения с участием президента Республики Казахстан).
- Золотой зал (предназначен для переговоров и встреч президента Республики Казахстан с Главами зарубежных государств или Правительств в узком кругу, встреч и бесед Главы государства с зарубежными делегациями, Послами иностранных государств, аккредитованными в Республике Казахстан);
- Овальный зал (используется для переговоров на высшем уровне делегаций Республики Казахстан и иностранных государств, встреч и бесед Главы государства с зарубежными делегациями, представителями иностранных деловых кругов);
- Гостевая комната (предназначена для беседы президента Республики Казахстан с послами иностранных государств после церемонии вручения верительных грамот);
- Зал расширенных переговоров (используется для переговоров на высшем уровне делегаций Республики Казахстан и иностранных государств);
- Зал Совета Безопасности (предназначен для проведения заседаний Совета безопасности Республики Казахстан).

На четвёртом этаже расположены:

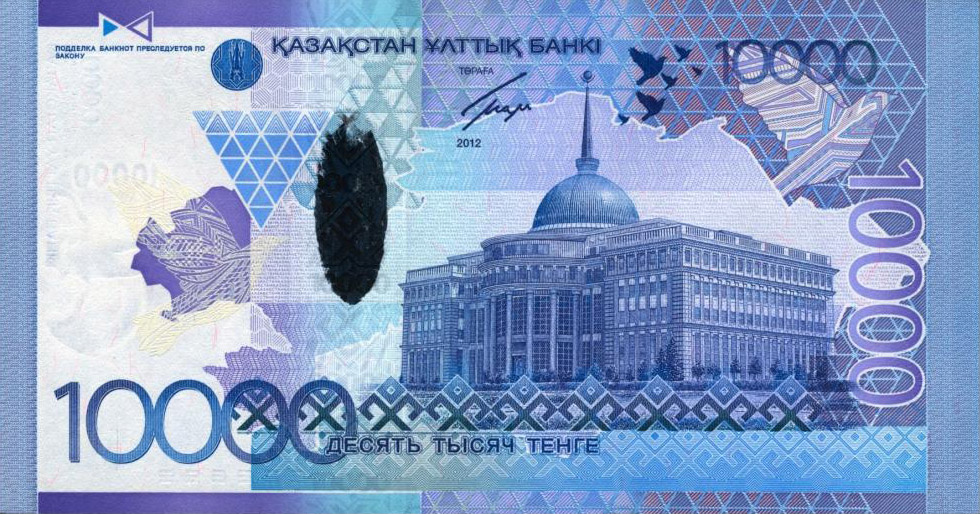
10 000 тенге с изображением Акорды

- Купольный зал (используется для проведения совещаний глав государств на высшем уровне, совещаний президента Республики Казахстан с представителями министерств и ведомств, партий, движений и творческой интеллигенции Республики Казахстан, проведения консультативно-совещательных органов при президенте Республики Казахстан);
- Зал заседаний (предназначен для проведения совещаний президента Республики Казахстан с правительством Республики Казахстан, руководителями структурных подразделений Администрации президента Республики Казахстан, акимами областей и городов Астаны, Алма-Аты и Шымкента, руководителями министерств и ведомств Республики Казахстан, а также встреч президента Республики Казахстан с представителями деловых кругов Республики Казахстан);
- Зал переговоров (используется для встреч и бесед руководителя Администрации президента Республики Казахстан, помощника президента Республики Казахстан с зарубежными делегациями, послами иностранных государств, аккредитованными в Республике Казахстан, представителями иностранных деловых кругов);
- Библиотека с уникальной коллекциией книг.

В подвальных этажах располагаются: технические службы, гараж, кухня и столовая.

## Галерея

Площадь перед дворцом
Цветочное ожерелье перед дворцом